# Honda NCZ 50 Motocompo
L'Honda NCZ 50 Motocompo era un piccolo scooter pieghevole prodotto dalla Honda tra il 1981 e il 1983. Il Motocompo era pensato come motorino per il portabagagli e per essere venduto insieme alle automobili di classe media Honda Today e alla Honda City.

## Contesto

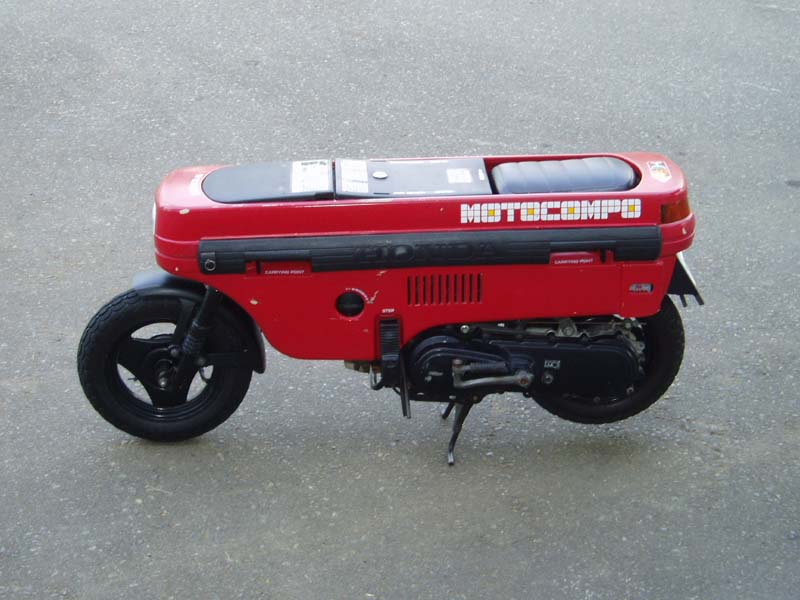
Il Motocompo ripiegato

Il vano portabagagli della City venne progettato appositamente attorno alle dimensioni del Motocompo. Il manubrio, la sella e le pedane si ripiegavano all'interno della carrozzeria squadrata dello scooter e in questo modo il veicolo si presentava come un blocco a forma di scatola dalle linee pulite e dalle dimensioni di 1.185 mm di lunghezza, 240 mm di larghezza e 540 mm di altezza. La Honda aveva pensato di vendere sul mercato giapponese 8.000 City e 10.000 Motocompo al mese. Alla fine le vendite della City furono superiori alle aspettative mentre furono solo 53.369 i Motocompo venduti fino al 1983 quando la produzione verrà interrotta. La media mensile delle vendite dello scooter non superò i 3.000 al mese.
Il Motocompo è stato usato da Natsumi Tsujimoto in Sei in arresto!, utilizzo che lo ha reso forse più popolare di quando veniva prodotto per essere venduto. Venne anche prodotta una scatola di montaggio del Motocompo da parte della Bandai.